# Isolda Dychauk
Isolda Dychauk es una actriz alemana de origen ruso, más conocida por haber interpretado a Lucrezia Borgia en la serie Borgia.

## Biografía
Habla con fluidez el ruso y alemán.

## Carrera
En 2007 dio vida a Laura en el episodio "Gefährliches Vertrauen" de la serie Polizeiruf 110, donde volvió a aparecer en 2011 interpretando a Nele Führmann en el episodio "Leiser Zorn". En 2008 apareció como invitado por primera vez en la serie Der Alte, donde dio vida a Katja Staller durante el episodio "Tot und vergessen"; en 2010 interpretó a Sandra Bering en el episodio "Rettungslos" y su última aparición fue en 2012 como Sandra Wolf durante el episodio "Königskinder".
En 2011 se unió al elenco principal de la serie francesa Borgia, donde interpretó a Lucrezia Borgia hasta el final de la serie en 2014.

## Filmografía[1]

### Series de televisión
| Año               | Serie                    | Personaje              | Notas                           |
| ----------------- | ------------------------ | ---------------------- | ------------------------------- |
| 2017 - presente   | Honigfrauen              | -                      | miniserie                       |
| 2016 - presente   | Tempel                   | Natascha               | 3 episodios                     |
| 2016 - presente   | Cape Town                | Irena Krol             | 6 episodios - miniserie         |
| 2015              | Colonia Brigada Criminal | Elena Gontscharew      | episodio "Partitur eines Todes" |
| 2015              | SOKO Leipzig             | -                      | episodio "Doppelmord"           |
| 2011 - 2014       | Borgia                   | Lucrezia Borgia        | 35 episodios                    |
| 2012              | Flemming                 | -                      | episodio "Das Spiel der Füchse" |
| 2012              | Der Alte                 | Sandra Wolf            | episodio "Königskinder"         |
| 2012              | Danni Lowinski           | Larissa Plate          | episodio "Babystorno"           |
| 2011              | Polizeiruf 110           | Nele Führmann          | episodio "Leiser Zorn"          |
| 2008, 2010        | Tatort                   | Maria Raven            | 2 episodios                     |
| 2007, 2009 - 2010 | Unsere Farm in Irland    | Elisabeth "Eli" Winter | 5 episodios                     |
| 2009              | Krimi.de                 | Maja                   | episodio "Filmriss"             |
| 2008              | Alles was recht ist      | Clara Reichert         | episodio "Alles was recht ist"  |

### Películas
| Año  | Título             | Personaje            | Notas                                                                                                   |
| ---- | ------------------ | -------------------- | --- |
| 2020 | The Book of Vision |                      | junto a Charles Dance, Lotte Verbeek, Sverrir Gudnason                                                  |
| 2014 | Guten Tag          | Dara                 | corto - junto a Florentine Lahme, Thorsten Nindel, Heiko Dietz & Anno Koehler                           |
| 2011 | Fausto             | Margarete "Gretchen" | junto a Johannes Zeiler, Anton Adasinsky, Georg Friedrich, Hanna Schygulla, Antje Lewald & Maxim Mehmet |

## Premios y nominaciones
| Año  | Categoría    | Premio          | Serie  | Resultado |
| ---- | ------------ | --------------- | ------ | --------- |
| 2012 | Best Actress | New Faces Award | Borgia | Nominada  |